# 권도영 (축구 선수)
권도영(2003년 3월 5일 ~ )은 대한민국의 축구 선수로 포지션은 수비수이며 현재 K리그1 수원 FC 소속이다.